# Бернхард Албрехт фон Лимбург-Бронкхорст-Щирум
Бернхард Албрехт фон Лимбург-Бронкхорст-Щирум (на немски: Bernhard Albrecht, Graf von Limburg-Bronckhorst-Styrum; * 28 август 1597 в Кастел Вилденборх в Бронкхорст, Гелдерланд, Нидерландия; † 9 октомври 1637 в Кьолн) е граф на Лимбург-Бронкхорст, господар на Щирум, Вилденборх и Фратенвеерд, домхер в Страсбург, домкюстер в Кьолн.

## Произход
Той е петият син на граф Йобст фон Лимбург-Щирум (1560 – 1621) и съпругата му графиня Мария фон Холщайн-Шаумбург и Холщайн-Пинеберг (1559 – 1616), наследничка на господство Гемен, дъщеря на Ото IV фон Холщайн-Шаумбург и Елизабет Урсула фон Брауншвайг-Люнебург.

## Фамилия
Бернхард Албрехт фон Лимбург-Бронкхорст-Щирум се жени на 11 ноември 1626 г. за графиня Анна Мария фон Берг-Хееренберг († 23 март 1653), правнучка на граф Вилхелм Богатия фон Насау-Диленбург (1487 – 1559), дъщеря на граф Хайнрих фон Берг, губернатор на Гелдерн (1573 – 1638) и Хиеронима Катарина фон Шпаур († 1683). Те имат четири дъщери:
- Агнес Катарина фон Лимбург-Щирум-Бронкхорст (* 1629; † 27 декември 1686), омъжена I. на 28 януари 1648 г. за Дирк/Теодор ван Линден († 17 декември 1651), II. ок. 1663 г. за граф Вилхелм Вирих фон Даун-Фалкенщайн (* 1 юни 1613; † 22 август 1682), граф на Фалкенщайн и Лимбург (1636 – 1667).
- Юлиана Петронела (* ок. 1632; † 30 юли 1718), омъжена на 4 януари 1663 г. за граф Хенри де Пас де Феуквиерес († 1693)
- Мария Хенриета (* ок. 1630; † 2 май 1659)
- Мария Бернхардина фон Лимбург Бронкхорст (* ноември 1637; † 15 декември 1713, Вел), омъжена на 17 март 1662 г. в дворец Вел за братовчед си граф Мориц фон Лимбург-Щирум (* 1 юли 1634; † 26 август 1664)

Анна Мария фон Берг-Хееренберг се омъжва втори път през 1643 г. за Йохан фон Мирбах (* 1604; † 21 февруари 1660).